# Flinc
Flinc è un sistema di car pooling, mirato alla condivisione dinamica dei tragitti, che crea un legame tra il car pooling propriamente detto e le reti sociali.

## Funzionamento
Una particolarità di flinc rispetto agli altri sistemi di car pooling consiste nella sua dinamicità, infatti Il sistema si basa sia sulle tratte percorse, che sulla probabilità di caricare passeggeri.
Prevede sia l'inserimento di indirizzi precisi, come di punti di incontro concordati tra gli utenti. È adatto a programmare sia brevi percorsi occasionali, come a gestire la pendolarità. La rete di mobilità è creata attraverso la costruzione di una rete sociale, che, come per gli altri sistemi di car pooling, mira a sfruttare appieno i mezzi e a fidelizzare i partecipanti.
Attraverso mappe interattive è possibile visualizzare sia il percorso dell'autista (“Radar”) che tutti gli utilizzatori di flinc (“Live Fahrplan”) sulla mappa. In questo modo anche gli autisti possono cercare i potenziali passeggeri, infatti attraverso l'indicazione della flessibilità temporale, è possibile trovare velocemente un accordo riguardo l'ora e il luogo di incontro.
Il sistema, grazie all'interazione con Navigon e Bosch Navigation, può essere integrato nei software di navigazione, su dispositivi dotati di sistema operativo iOS. In questo modo durante il viaggio il sistema può fare proposte di modifica del percorso o direttamente nel definirne uno nuovo.
Sugli smartphone con Android Market o iOS, in generale, è possibile condividere i percorsi con un'applicazione, infatti usando una App Facebook i viaggi possono essere visualizzati dagli altri membri della rete sociale. Una Application Programming Interface (API) consente nel caso di rendere disponibili dinamicamente i percorsi su altre piattaforme, come per esempio un sito web.
Il prezzo per ogni passaggio è calcolato automaticamente, considerando anche eventuali deviazioni necessarie non previste. Una definizione del prezzo richiesto per chilometro non è al momento disponibile, ma la tariffa può essere negoziata a seconda dell'ora e del luogo di carico. Il pagamento è effettuato in contanti dopo la corsa. In seguito si prevede di introdurre qualche tipo di pagamento automatico tramite sistemi di micropagamento o addebito sul conto del telefono cellulare.
In collaborazione con i partner DriveNow (BMW e Sixt) sulle mappe possono essere mostrate le agenzie di autonoleggio più vicine e utilizzando DriveNow, anche gli autisti sono in grado di offrire loro passaggi direttamente con flinc.
flinc risulta essere quindi utile per le aziende, sia che abbiano già un piano di gestione della mobilità, sia per quelle che non ce l'hanno ancora, perché permette di ridurre l'esigenza di parcheggi, ma anche i costi e la produzione di CO2, nonché rafforza il senso di appartenenza alla comunità.

## Storia
Nasce nel maggio 2008 come un'idea di alcuni studenti dell'Università di Darmstadt e successivamente nel 2010 raggiunge l'attuale status diventando una società per azioni.
L'infrastruttura tecnica è stata testata per quattro mesi e nel luglio 2011 il progetto è stato allargato a tutta la Germania. In questa fase hanno parlato di flinc vari mezzi di comunicazione come la Frankfurter Allgemeine Zeitung, Galileo e Tagesschau. Dopo le prime due settimane, all'interno delle quali la tecnologia è stata collaudata all'interno di campione limitati a 5.000 utenti, si sono registrati velocemente altri 10.000 utenti. Inoltre, in futuro, è previsto un allargamento del bacino di utenza anche al di fuori della Germania.

## Progetti e Partner

### 2012
- Agosto-settembre

Le prime aree al di fuori della Germania in cui è stato avviato flinc sono state le regioni -facenti parte del progetto LEADER - del Danubio-Böhmerwald dell'Alto Mühlviertel e del Traunviertler-Alpenvorland, tutte nel distretto di Kirchdorf (Alta Austria).
- Giugno

flinc è un membro sostenitore dell'associazione “Allianz pro Schiene” (alleanza per la strada ferrata), il cui obiettivo comune è quello di "organizzare con meno auto e più persone una mobilità semplice, economica e rispettosa dell'ambiente." La cooperazione ambisce anche a creare un maggiore sostegno politico all'iniziativa.
Da uno studio che analizza lo stato e le potenzialità di gestione della mobilità aziendale, si vede che flinc è supportata da partner come il Ministero dell'economia, ambiente, energia e pianificazione territoriale del Land Renania-Palatinato e da EcoLibro.
- Marzo

Nella regione della Foresta Sveva-Francone flinc collabora con 14 comuni, infatti utilizzando un sistema dinamico di condivisione dei trasporti, la mobilità nelle zone rurali può essere migliorata e, in particolar modo, resa interessante anche per i giovani. Questo avviene nell'ambito del progetto europeo LEADER e con la partecipazione finanziaria dei comuni e il sostegno ideale del Ministero per la difesa dell'ambiente e del consumatore del Land Baden-Württemberg.
- Febbraio

flinc ha reso le Università di Furtwangen e Darmstadt così come l'Università di Coblenza-Landau scuole di alta innovazione. Attraverso una stretta collaborazione con Asten/Fachschaften e la dirigenza dell'università, la gestione della mobilità al suo interno è stata migliorata. Insieme a campagne di marketing programmate congiuntamente, le tre università si sono riunite in un unico gruppo Premium. In estate si sono aggiunte l'Università di Hohenheime, la Hochschule Esslingen, e l'Università di Ludwigshafen sul Reno nell'autunno successivo.

## Riconoscimenti

### 2012
- Cool Vendor 2012: nella categoria “Cool Vendor in Smart City Applications 2012“ riconosciuto da Gartner (una delle principali società di ricerche di mercato dagli USA)
- Menschen un Erfolge: nella categoria " Mobilità e servizi locali" per il concorso indetto dal Ministero federale di Trasporti e Edilizia Urbana sul tema "promuovere la mobilità indipendente". La motivazione è stata "Interessante offerta di mobilità sostenibile, per aiutare le numerose piccole e medie imprese, che sono la spina dorsale della performance economica delle zone rurali". Otto Kentzler, membro della giuria e presidente dell'Associazione centrale del commercio tedesco.
- Vincitori del premio Urban Solutions' Pitch 2012 nella categoria Mobilità e Logistica, nella gara di idee per la progettazione della vita urbana. Riconoscimento dato da BITKOM e CeBIT.

### 2011
- Vincitore del concorso di Pioniergeist, consegnato dalla Banca di Investimenti e Sviluppo del Land Renania-Palatinato, dalla Volksbank, dalla Raiffeisenbank e dal canale televisivo SWR.

### 2010
- Weconomy-Preis del quotidiano Handelsblatts per l'impresa giovanile
- Hessenpreis, nell'ambito del European Satellite Navigation Competition

## Curiosità
La società irlandese Avego, fondata nel 2007, con un approccio simile a flinc, ovvero utilizzando un'applicazione per iPhone, ha creato un sistema di condivisione dei tragitti in tempo reale, ma senza la prospettiva di una rete sociale e senza l'integrazione diretta di servizi esterni nelle applicazioni di navigazione.